# جایزه اراسموس
جایزهٔ اراسموس جایزهٔ سالانه‌ای است که توسط هیئت مدیره بنیاد اراسموس به اشخاص یا مؤسساتی داده می‌شود که مشارکت استثنایی در فرهنگ، جامعه یا علوم اجتماعی در اروپا یا بقیهٔ دنیا داشته باشند. این جایزه یکی از برجسته‌ترین جوایز اروپاست. جایزهٔ اراسموس به یاد دسیدریوس اراسموس انسان‌گرای هلندی دورهٔ رنسانس نامگذاری شده‌است.

## جایزه و مدال
از سال ۲۰۱۵ جایزه شامل۱۵۰٬۰۰۰ یورو و مدالی است که در سال ۱۹۹۵ توسط برونو نینابر فان ایبن طراحی شده‌است.

## مراسم
مراسم اعطای جایزه معمولاً در کاخ سلطنتی آمستردام برگزار شده و توسط حامی بنیاد (از سال ۲۰۱۵ شاه ویلم-الکساندر) اهدا می‌شود. طیف گسترده‌ای از فعالیت‌های علمی و فرهنگی در سراسر مراسم اهدای جایزه اراسموس با همکاری دیگر سازمان‌های علمی و فرهنگی سازماندهی می‌گردد. این فعالیت‌ها شامل:سخنرانی‌ها، کنفرانس‌ها، کارگاه‌ها، نمایشگاه‌ها، اجرای رقص، موسیقی، تئاتر و دیگر فعالیت‌های آموزشی می‌گردد. مقاله‌ای در مورد برندهٔ جایزه و کارش هم منتشر می‌شود.
جایزه اولین بار در سال ۱۹۵۸ داده شد. تا سال ۲۰۱۵ در طول ۵۳ سال جمعاً ۷۳ جایزه داده شده‌است. زمینه‌هایی که در آن جایزه اراسموس داده می‌شود، توسط هیئت مدیره بنیاد مشخص می‌شود. قبل از پیشنهاد فرد برنده یک کمیتهٔ مشورتی با متخصصان هلندی و خارجی مشورت کرده و سپس برندهٔ نهایی توسط هیئت مدیره مشخص می‌گردد.

## پژوهشگران جوان
هدف جایزهٔ اراسموس تشویق پژوهشگران جوان نیست. با این حال از سال ۱۹۸۸ مؤسسه پرمیوم اراسمیانوم، در رشته‌های علوم انسانی و علوم اجتماعی برای پروژه‌های دکترا که به‌طور استثنایی کیفیت بالایی داشته باشند، «جوایز مطالعاتی» داده‌است.

## برندگان جایزه
| عکس | سال  | برنده                                                    | یادداشت | منابع       |
| --- | ---- | -------------------------------------------------------- | --- | ----------- |
|     | ۱۹۵۸ | مردم اتریش                                               | میراث فرهنگی. دردانشگاه میلان اهدا شد. پول جایزه به مطالعات مربوط به اتریش در اروپا، دانشجویان خارجی مشغول به تحصیل در اتریش و حفاریهای در افسوس اختصاص یافت. |             |
|     | ۱۹۵۹ | روبر شومان                                               | | [ ۴ ]       |
|     | ۱۹۵۹ | کارل یاسپرس                                              | | [ ۴ ]       |
|     | ۱۹۶۰ | مارک شاگال                                               | | [ ۴ ]       |
|     | ۱۹۶۰ | اسکار کوکوشکا                                            | |             |
|     | ۱۹۶۲ | رومانو گواردینی                                          | | [ ۴ ]       |
|     | ۱۹۶۳ | مارتین بوبر                                              | | [ ۴ ]       |
|     | ۱۹۶۴ | اتحادیه بین‌المللی علمی                                   | | [ ۴ ]       |
|     | ۱۹۶۵ | چارلی چاپلین، اینگمار برگمن                              | | [ ۴ ]       |
|     | ۱۹۶۶ | هربرت رید، رنه اوئیگ                                     | | [ ۴ ]       |
|     | ۱۹۶۷ | یان تینبرگن                                              | | [ ۴ ]       |
|     | ۱۹۶۸ | هنری مور                                                 | | [ ۴ ]       |
|     | ۱۹۶۹ | گابریل مارسل، کارل فریدریش فون وایتسزکر                  | | [ ۴ ]       |
|     | ۱۹۷۰ | هانس شارون                                               | | [ ۴ ]       |
|     | ۱۹۷۱ | الیویه مسیان                                             | | [ ۴ ]       |
|     | ۱۹۷۲ | ژان پیاژه                                                | | [ ۴ ]       |
|     | ۱۹۷۳ | کلود لوی-استروس                                          | | [ ۴ ]       |
|     | ۱۹۷۴ | نینت دی والوا، موریس بژار                                | | [ ۴ ]       |
|     | ۱۹۷۵ | ارنست گامبریچ، ویلم سندبرگ                               | | [ ۴ ]       |
|     | ۱۹۷۶ | عفو بین‌الملل، رنه دیوید                                  | | [ ۴ ]       |
|     | ۱۹۷۷ | ورنر کائگی، ژان مونه                                     | | [ ۴ ]       |
|     | ۱۹۷۸ | تئاتر عروسکی/موضوع خیمه شب‌بازی:                          | [ ۴ ] [ نیازمند منبع ] |             |
|     | ۱۹۷۹ | دی تسایت، نویه زورشر زایتونگ                             | | [ ۴ ]       |
|     | ۱۹۸۰ | نیکلاوس هارننکور، خوستاف لئونهارت                        | | [ ۴ ]       |
|     | ۱۹۸۱ | ژان پرووه                                                | | [ ۴ ]       |
|     | ۱۹۸۲ | ادوارد اسخیلبکس                                          | | [ ۴ ]       |
|     | ۱۹۸۳ | رمون آرون، آیزایا برلین، لشک کولاکوفسکی، مارگریت یورسنار | | [ ۴ ]       |
|     | ۱۹۸۴ | ماسیمو پالوتینو                                          | | [ ۴ ]       |
|     | ۱۹۸۵ | پل دلووریه                                               | | [ ۴ ]       |
|     | ۱۹۸۶ | واتسلاو هاول                                             | | [ ۴ ]       |
|     | ۱۹۸۷ | الکساندر کینگ                                            | | [ ۴ ]       |
|     | ۱۹۸۸ | ژاک لدو                                                  | | [ ۴ ]       |
|     | ۱۹۸۹ | کمیسیون بین‌المللی قضات                                   | | [ ۴ ]       |
|     | ۱۹۹۰ | گراهام کلارک                                             | | [ ۴ ]       |
|     | ۱۹۹۱ | برنارد هایتینک                                           | | [ ۴ ]       |
|     | ۱۹۹۲ | آرشیو عمومی بومی‌ها                                       | | [ ۴ ]       |
|     | ۱۹۹۲ | سیمون ویزنتال                                            | | [ ۴ ]       |
|     | ۱۹۹۳ | پتر اشتاین                                               | | [ ۴ ]       |
|     | ۱۹۹۴ | سیگمار پولک                                              | | [ ۴ ]       |
|     | ۱۹۹۵ | رنزو پیانو                                               | | [ ۴ ]       |
|     | ۱۹۹۶ | ویلیام هاردی مک‌نیل                                       | | [ ۴ ]       |
|     | ۱۹۹۷ | ژاک دولور                                                | | [ ۴ ]       |
|     | ۱۹۹۸ | موریسیو کاگل، پیتر سلرز                                  | | [ ۴ ]       |
|     | ۱۹۹۹ | مری رابینسون                                             | | [ ۴ ]       |
|     | ۲۰۰۰ | هانس فان مانن                                            | | [ ۴ ]       |
|     | ۲۰۰۱ | کلادیو ماگریس، آدام میخنیک                               | | [ ۴ ]       |
|     | ۲۰۰۲ | برند و هیلا بخر                                          | | [ ۴ ]       |
|     | ۲۰۰۳ | آلن دیویدسون                                             | | [ ۴ ]       |
|     | ۲۰۰۴ | عبدالکریم سروش، صادق جلال العظم و فاطمه مرنیسی           | | [ ۴ ]       |
|     | ۲۰۰۵ | سایمون شَفر و استیون شِـیپین                               | | [ ۴ ]       |
|     | ۲۰۰۶ | پیر برنارد                                               | | [ ۴ ]       |
|     | ۲۰۰۷ | پیتر فورگاچ                                              | | [ ۴ ]       |
|     | ۲۰۰۸ | یان بوروما                                               | | [ ۴ ]       |
|     | ۲۰۰۹ | آنتونیو کاسسه، بنجامین فرنز                              | | [ ۴ ]       |
|     | ۲۰۱۰ | خوزه آنتونیو آبرئو                                       | | [ ۴ ]       |
|     | ۲۰۱۱ | جوآن بوسکتس                                              | | [ ۴ ]       |
|     | ۲۰۱۲ | دنیل دنت                                                 | | [ ۴ ]       |
|     | ۲۰۱۳ | یورگن هابرماس                                            | | [ ۴ ]       |
|     | ۲۰۱۴ | فری لیسن                                                 | موضوع «تئاتر، مخاطبان و جامعه» | [ ۴ ] [ ۶ ] |
|     | ۲۰۱۵ | اجتماع ویکی‌پدیا                                          | انتشار دانش از طریق یک دانشنامه جامع و جهانی در دسترس است. برای رسیدن به این هدف، شروع کنندگان ویکی‌پدیا یک پلت‌فرم جدید دموکراتیک و مؤثر را طراحی کرده‌اند. این جایزه، ویکی‌پدیا - یک پروژه مشترک است که شامل ده‌ها هزار نفر از داوطلبان در سراسر جهان است- را به‌طور ویژه‌ای به‌عنوان یک اجتماع به رسمیت می‌شناسد. | [ ۱ ] [ ۲ ] |
|     | ۲۰۱۶ | دیم آنتونیا سوزان دافی                                   | برای مشارکت الهام بخش در "زندگی نامه نویسی " | [ ۷ ] [ ۸ ] |
|     | ۲۰۱۷ | میشل لامانت                                              | به دلیل سهم خود در تحقیقات علوم اجتماعی در رابطه بین دانش ، قدرت و تنوع | [ ۹ ]       |
|     | ۲۰۱۸ | باربارا ارانرایچ                                         | برای دادن صدا در گروه هایی در جامعه که در غیر این صورت نشنیده باقی می ماند |             |
|     | ۲۰۱۹ | جان ادامز                                                | زیرا او اصطلاح موسیقی جدیدی را با ادغام عناصر موسیقی جاز پاپ و کلاسیک ایجاد کرده است . |             |
|     | ۲۰۲۰ | گریسون پری                                               | پری یک زبان بصری منحصر به فرد ایجاد کرده است که نشان می دهد هنر نباید یک امر نخبه گرا بباشد بلکه متعلق به همه است . |             |